# Søby Sogn (Syddjurs Kommune)
 Denne artikel omhandler Søby Sogn (Syddjurs Kommune). Der er også andre sogne med dette navn, se Søby Sogn.
Søby Sogn er et sogn i Syddjurs Provsti (Århus Stift).
I 1800-tallet var Skader Sogn og Halling Sogn annekser til Søby Sogn. Halling Sogn hørte til Galten Herred, de andre 2 til Sønderhald Herred, begge i Randers Amt. Søby Sogn tilhørte Søby-Skader-Halling Kommune fra 1842 til 1970. Kommunen blev ved kommunalreformen i 1970 indlemmet i Rosenholm Kommune, som ved strukturreformen i 2007 indgik i Syddjurs Kommune.
I Søby Sogn ligger Søby Kirke.
I sognet findes følgende autoriserede stednavne:
- Estrupbirke (areal)
- Sibirien (areal)
- Søby (bebyggelse, ejerlav)
- Søby Høje (areal)
- Søby Mark (bebyggelse)